# Glockengießerei Otto (Saarlouis)

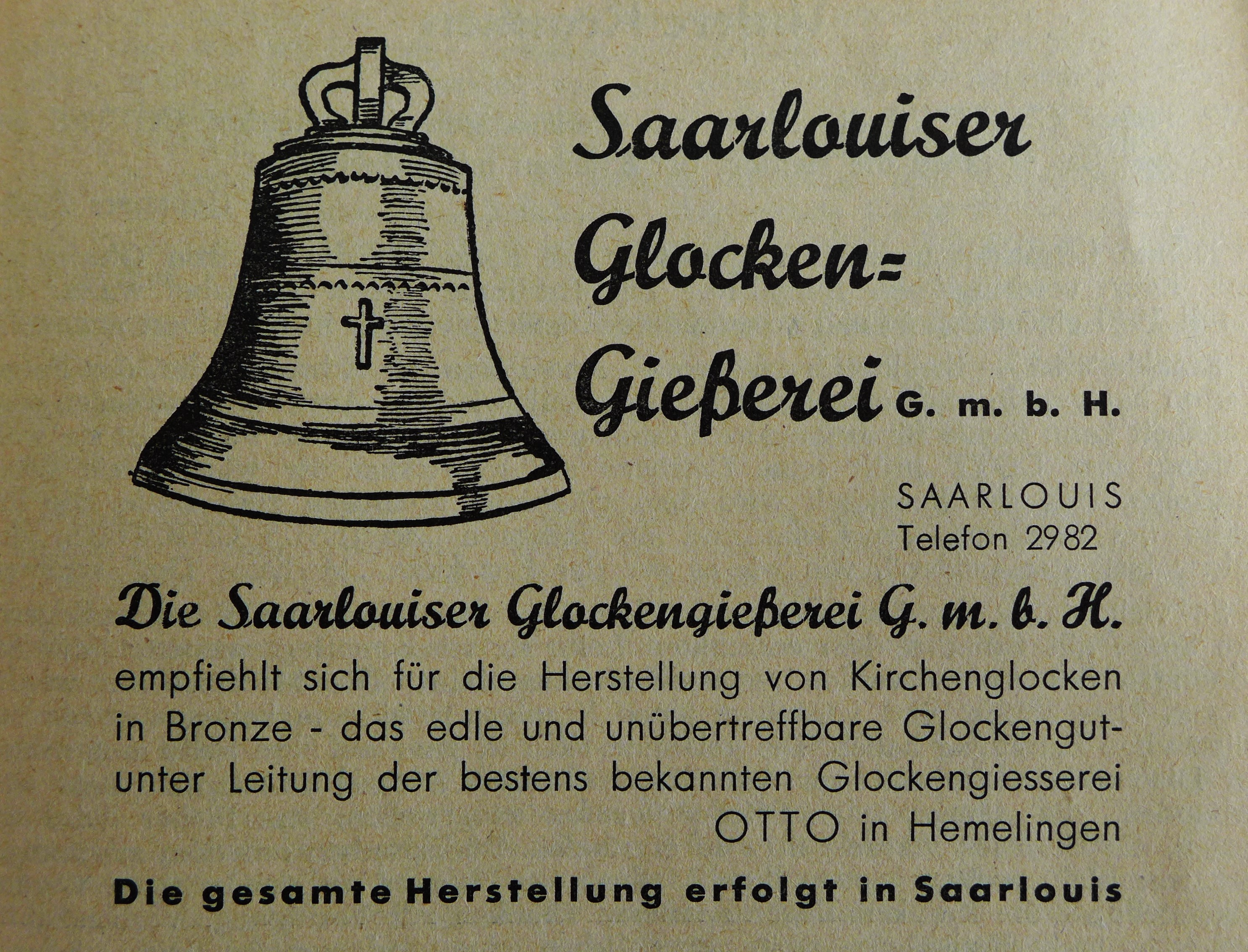
Annonce der Glockengießerei Otto von 1954

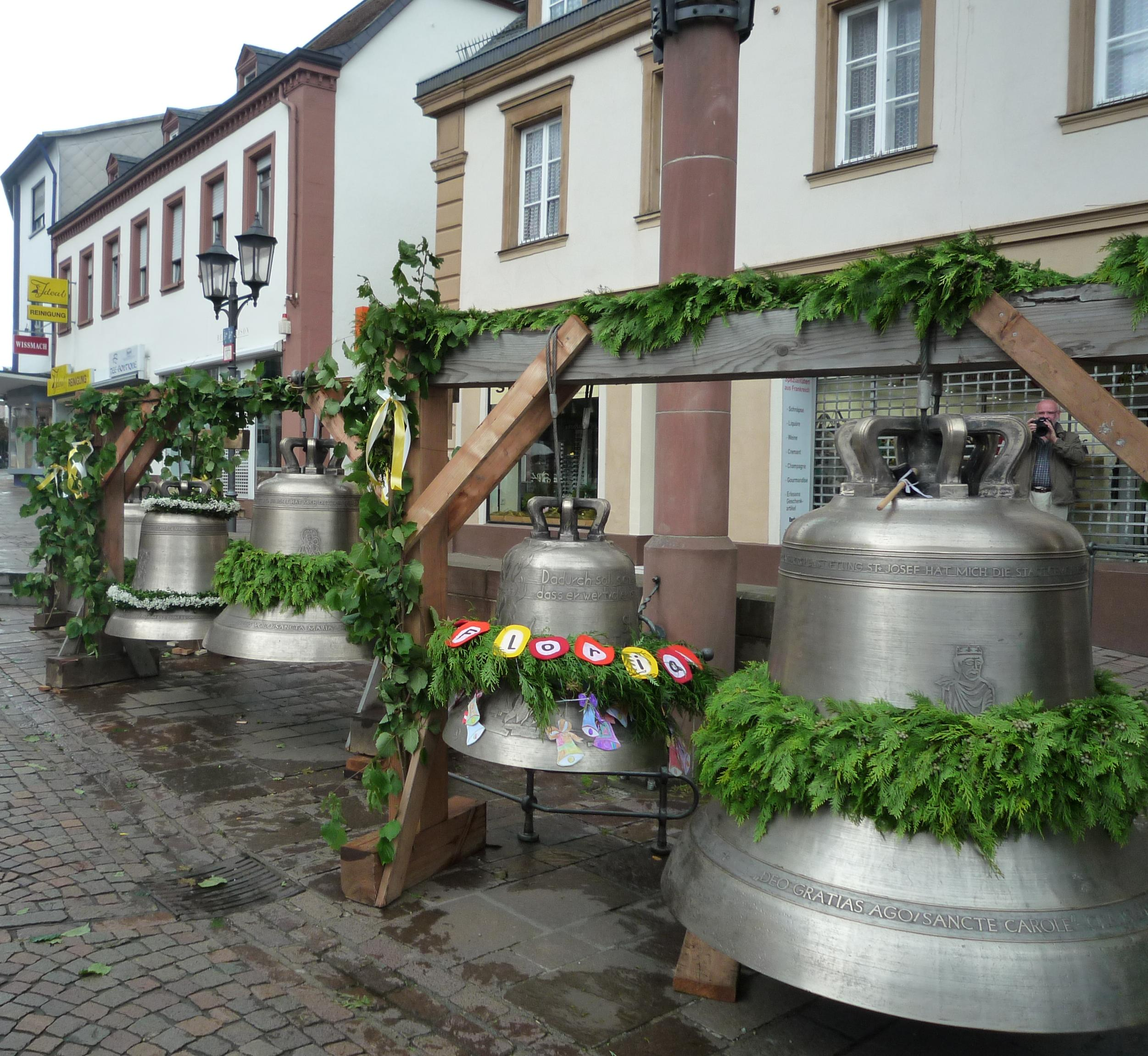
Neue Glocken der Kirche St. Josef in Sankt Ingbert, bei deren Guss das Material des früheren Otto-Geläutes mitverarbeitet wurde

Die Saarlouiser Glockengießerei Otto war eine Glockengießerei in der saarländischen Kreisstadt Saarlouis, im Stadtteil Fraulautern. Sie wurde von Alois Riewer zusammen mit Karl (III) Otto von der Glockengießerei Otto, Bremen-Hemelingen, im Jahr 1953 gegründet. Mit der Saarlouiser Glockengießerei führten die Glockengießer Otto die Kontakte zu den Kirchengemeinden im Saarland aus der Zeit vor dem Zweiten Weltkrieg fort und intensivierten diese. Seit Ende 1960 ist die Gießerei in Saarlouis geschlossen.
Die Marienstatue zum Brunnen auf dem Saarlouiser Marktplatz wurde wie auch der Bronzelöwe auf dem Ludwigsglaxis hier geformt und gegossen.

## Geschichte
Die Saarlouiser Glockengießerei wurde 1953 durch Karl Otto und Aloys Riewer gegründet. Die Gießerei bestand bis 1960 in Saarlouis-Fraulautern und goss hauptsächlich Bronzeglocken. Von den über 500 Glocken hängen die meisten in den Kirchen des Saarlandes. Aber schon vor dem Zweiten Weltkrieg lieferten die Glockengießer Otto aus Hemelingen/Bremen Glocken ins Saarland, von denen über 60 % im Zweiten Weltkrieg vernichtet und zu Rüstungszwecken eingeschmolzen wurden. Die Saarlouiser Glockengießerei goss Geläute im gesamten Saarland, jedoch auch in Teilen von Rheinland-Pfalz und ganz Deutschland. So sind nahezu alle Bronzegeläute der Stadt Saarlouis von Otto gegossen worden.
In den Jahren 1953 bis 1960 goss die Gießerei über 50 % der in diesen Jahren im Saarland hergestellten und in Kirchen aufgehängten Glocken. Da die meisten Kirchen des Saarlandes Anfang der 1960er Jahre über Glocken verfügten und damit die Nachfrage zurückging, aber auch weil Karl Otto im Jahr 1960 verstarb, wurde die Gießerei in Saarlouis Ende 1960 geschlossen. In den letzten Monaten gehörte die Saarlouiser Glockengießerei Dieter Otto, der auch die Glockengießerei Otto in Bremen-Hemelingen von seinem Vater erbte und diese bis 1974 führte.
Heute befindet sich auf dem ehemaligen Firmengelände die Produktionsstätte des zur Liqui-Moly-Gruppe gehörenden Mineralölwerks Méguin.

## Gegossene Geläute
Otto goss hauptsächlich Bronzeglocken, die im saarländischen Raum verwendet werden. Es existieren viele Geläute mit der Tonanordnung b0–d1–f1–g1–a1, dem Eingangsmotiv der marianischen Antiphon Salve Regina (Salve-Regina-Geläut).

### Beispiele der von Otto gegossenen Geläute
| Kirche                  | Ort          | Tonanordnung              | Sonstiges                                                                                             |
| ----------------------- | ------------ | ------------------------- | --- |
| St. Ludwig              | Saarlouis    | c1–d1–f1–g1–a1            | Besonders guter Klang durch den vor der Kirche befindlichen Großen Markt                              |
| Maria Himmelfahrt       | Roden (Saar) | gis0–h0–cis1–e1–fis1 gis1 | Größtes Gesamtgewicht des Geläutes im Saarland                                                        |
| Hl. Dreifaltigkeit      | Fraulautern  | b0–d1–f1–g1–a1            | Eines der klangstärksten Geläute von Otto                                                             |
| Apollonia-Kapelle       | Fraulautern  | a2                        | Ausschließlich per Seil zu läuten; diese Glocken wurde 1930 durch F. Otto, Hemelingen/Bremen gegossen |
| St. Hildegard           | St. Ingbert  | gis0–h0–dis1–fis1–gis1    | Läuten per Seil ist möglich                                                                           |
| St. Josef               | St. Ingbert  | a0–cis1–e1–fis1–a1        | Geläut bei Brand 2007 zerstört, Material bei neuem Geläut mitverarbeitet.                             |
| Stiftskirche St. Arnual | Saarbrücken  | b0–d1–f1–g1–a1            | An einer Erweiterung mit einer b1 wird gearbeitet                                                     |
| St. Josef               | Homburg      | d1–fis1–a1–h1             | Gehört zu den klanglich weichsten Geläuten der Gießerei                                               |
| Adventskirche           | Homburg      | e1–g1–h1–d2–e2            | läutet auch an gewöhnlichen Sonntagen mit allen Glocken                                               |
| Maria vom Frieden       | Homburg      | h0–dis1–fis1–gis1–ais1    | Die tontiefste Glocke h0 stammt von der Glockengießerei Otto, Bremen                                  |